# Hewittia puccioniana
Hewittia puccioniana är en vindeväxtart som först beskrevs av Emilio Chiovenda, och fick sitt nu gällande namn av Bernard Verdcourt. Hewittia puccioniana ingår i släktet Hewittia och familjen vindeväxter. Inga underarter finns listade i Catalogue of Life.